# Mario & Sonic at the Sochi 2014 Olympic Winter Games
Mario & Sonic at the Sochi 2014 Olympic Winter Games, conegut a Espanya com Mario & Sonic en los Juegos Olímpicos de Invierno - Sochi 2014 (lit. en català "Mario & Sonic als Jocs Olímpics d'hivern: Sotxi 2014"), conegut al Japó com Mario & Sonic at the Sochi Olympics (マリオ＆ソニック AT ソチオリンピック, Mario ando Sonikku atto Sochi Orinpikku) (lit. en català "Mario & Sonic als Olímpics de Sotxi"), i a Rússia conegut com a Mario & Sonic at the 2014 Olympic Wintergames in Sochi ("Mario i Sonic als Jocs d'hivern olímpics del 2014 a Sotxi"), és la quarta entrega de la franquícia Mario & Sonic, desenvolupat Sega i que publica Nintendo, per primera vegada en aquesta franquícia que el distribueix fora del Japó, quan sempre ho ha fet Sega.
Va estar anunciat en el Nintendo Direct del 17 de maig de 2013 i és un videojoc a la Wii U., l'oficial dels Jocs Olímpics d'Hivern de 2014, que s'han de celebrar a Sotxi (Rússia) entre el 7 i el 23 de febrer de 2014. És el primer videojoc de la sèrie que no compta amb una versió per a portàtils, encara que en el seu llançament s'hagués rumorejat sobre una versió per a Nintendo 3DS.
La PEGI europea l'ha qualificat amb el 3., igual que l'ESRB americà li ha posat una E d'Everyone i la CERO japonesa li ha posat una A. L'ACB australiana qualifica el videojoc amb una G de General, però avisant violència al nivell baix.
El videojoc va sortir 8 de novembre de 2013 a Europa, a Australàsia el 9 de novembre de 2013, a Amèrica del Nord el 15 de novembre de 2013 i el 5 de desembre de 2013 al Japó per al seu format físic i pel format digital disponible en la botiga virtual Nintendo eShop. El videojoc sortirà al Brasil com a títol de llançament per a la Wii U, el 26 de novembre de 2013. A Amèrica del Nord i al Brasil també serà possible adquirir el joc dins un pack que conté un Wii Remote blau.

## Jugabilitat
En Mario & Sonic at the Sochi 2014 Olympic Games el jugador pot utilitzar el comandament de Wii Remote MotionPlus, el Wii U GamePad o ambdós a la vegada per a jugar en certs esports d'hivern. El videojoc pot o no premiar al jugador pel moviment realitzat i, en certs esdeveniments, indicar alguns punts importants com la velocitat actual o el temps restant.
Més endavant teniu la llista de tots els esdeveniments del joc, els esports olímpics i els esdeveniments de somni, que varien la realitat ajustant-se a les característiques de les sagues, així com tenir els personatges d'ambdues (i el Mii). S'inclouen uns cinc modes, entre ells el mode online, nou a la sèrie, un concurs anomenat Juga i Respon, el contrarellotge Enfrontament Llegendari, Medley Mania i la partida individual.

### Esdeveniments

El logotip dels Jocs Olímpics d'Hivern de 2014 que se celebraren a Sotxi (Rússia)

Els esdeveniments vistos en el videojoc poden ser de dos tipus, els esports olímpics o els esdeveniments de somni, basats en la fantasia de les dues sagues.

#### Olímpics
Els Esdeveniments Olímpics del joc són els esports d'hivern jugables a Mario & Sonic at the Sochi 2014 Olympic Winter Games, i són 16. Per ordre alfabètic són:
- Biatló
- Bobsleigh a 4
- Curling
- Esquí alpí: Descens
- Esquí acrobàtic: Mogul
- Esquí acrobàtic: Ski Cross (triable online)[7]
- Hoquei sobre gel[6]
- Patinatge artístic: Individuals
- Patinatge artístic: En parelles)[14]
- Patinatge velocitat: pista curta 1000 m (triable online)[7]
- Patinatge velocitat: 500 m sprint
- Salt: Trampolí
- Snowboard cross (triable online)[7]
- Snowboard: eslàlom gegant paral·lel[15]
- Snowboard: slopestyle[16]
- Tobogan

#### De somni
El videojoc és un crossover entre les sagues Mario i Sonic. A més dels esports ambientats en la realitat, també en conté de reals barrejats amb la fantasia d'aquestes sagues, anomenats Esdeveniments de Somni, dels quals poden fer moviments característics seus però impossibles de realitzar en la vida real, com en anteriors jocs de la saga.
Aquests tenen el mateix rol d'anteriors entregues, excepte en la versió de Nintendo 3DS de Mario & Sonic at the London 2012 Olympic Games on no n'hi van haver, i aquest cop són 8.
- Batalla de boles de neu al Coliseu de la Neu (en aquest esdeveniment s'agafen uns aspiradors i s'han d'intentar tirar boles de neu els uns als altres, i el jugador es pot ajudar utilitzant una esfera de neu per a rodolar)[17][13][15]
- Campionat: Esports d'hivern, combinació de d'esquí, patinatge sobre gel, bob i snowboard, a l'Illa Mini-Rússia[13][1] (triable online)[7][18][1]
- Curling forat en un a Green Hill Zone (escenari bàsic dels primers jocs 8-bit de Sonic the Hedgehog)
- Cursa de trineus Bill Bala a Sweet Mountain (escenari de Sonic Colors)[13][19]
- Espectacle de Patinatge artístic al Centre de Patinatge Fantasia (amb elements dels jocs Super Mario 3D com blocs ? o plataformes, en aquest cas Super Mario 3D Land).[13] Aquest es torna una aventura, ja que Kamek segresta els Toads que animen els participants.[20] També és possible jugar a una variant en forma de recorregut en un escenari de Sonic Colors amb diversos obstacles i ajudes.[21]
- Hoquei sobre gel urbà a Delfino Plaza (escenari de Super Mario Sunshine)[10][13][15][22]
- Muntanya russa bobsleigh a Speed Highway (escenari de Sonic Adventure, DX i Generations)
- Snowboard Groove Pipe a Mushroom Bridge (escenari de Mario Kart: Double Dash!! i Mario Kart DS)[13][23]

### Personatges jugables[13]
Com que el videojoc és un crossover de les sèries Mario i Sonic, existeix la possibilitat de controlar cadascun dels personatges. Tots aquests tenen les seves característiques, i estan dividits en quatre tipus: complet, habilitat, velocitat i potència. NOTA: Totes les dates recopilades en les taules següents són totalment aproximades, ja que en la pàgina oficial aquestes estan representades gràficament.
| Equip Mario    | Tipus     | Acceleració | Velocitat màxima | Tècnica | Potència | Resistència |
| -------------- | --------- | ----------- | ---------------- | ------- | -------- | ----------- |
| Mario          | Complet   | 75%         | 75%              | 75%     | 75%      | 75%         |
| Luigi          | Complet   | 70%         | 80%              | 75%     | 70%      | 75%         |
| Bowser         | Potència  | 50%         | 75%              | 35%     | 95%      | 90%         |
| Princesa Peach | Habilitat | 80%         | 70%              | 95%     | 25%      | 80%         |
| Princesa Daisy | Velocitat | 95%         | 90%              | 50%     | 45%      | 70%         |
| Wario          | Potència  | 45%         | 70%              | 40%     | 95%      | 100%        |
| Waluigi        | Habilitat | 50%         | 40%              | 100%    | 35%      | 65%         |
| Yoshi          | Velocitat | 100%        | 80%              | 35%     | 60%      | 55%         |
| Donkey Kong    | Potència  | 55%         | 80%              | 45%     | 100%     | 90%         |
| Bowsy          | Complet   | 75%         | 80%              | 75%     | 85%      | 70%         |

| Equip Sonic          | Tipus     | Acceleració | Velocitat màxima | Tècnica | Potència | Resistència |
| -------------------- | --------- | ----------- | ---------------- | ------- | -------- | ----------- |
| Sonic the Hedgehog   | Velocitat | 90%         | 100%             | 40%     | 50%      | 40%         |
| Miles "Tails" Prower | Habilitat | 70%         | 70%              | 95%     | 25%      | 75%         |
| Knuckles the Echidna | Potència  | 70%         | 70%              | 40%     | 95%      | 95%         |
| Dr. Eggman           | Habilitat | 70%         | 60%              | 100%    | 60%      | 65%         |
| Amy Rose             | Complet   | 80%         | 80%              | 80%     | 60%      | 65%         |
| Shadow the Hedgehog  | Velocitat | 95%         | 95%              | 50%     | 50%      | 45%         |
| Metal Sonic          | Velocitat | 90%         | 95%              | 35%     | 50%      | 75%         |
| Blaze the Cat        | Velocitat | 75%         | 75%              | 70%     | 50%      | 60%         |
| Vector the Crocodile | Potència  | 50%         | 75%              | 50%     | 95%      | 95%         |
| Silver the Hedgehog  | Habilitat | 80%         | 65%              | 90%     | 55%      | 80%         |

Si el jugador no es decideix en triar el personatge, hi ha dues opcions: aleatori o també personalitzar el Mii del jugador amb diverses peces de roba perquè participi en certs esdeveniments. Es pot comprovar que el Mii pot vestir una samarreta i un pantaló generalment, una gorra o una disfressa (de Vector, de Birdo, de Diddy Kong, de Reina Abella de Super Mario Galaxy, en Mario Helicòpter, de Mario Pingüí, de Yoshi, de Dr. Eggman, de Tails, entre molts d'altres) i marcar-les com a preferits per a utilitzar-les posteriorment. Cada vestit té les seves característiques que afecten a la forma de joc del jugador: la velocitat, l'habilitat i el poder. També serà possible que el Mii vesteixi de la llebre comuna, que és una de les mascotes oficials dels Jocs Olímpics d'Hivern de 2014.

### Modes

L'esdeveniment d'Espectacle de Patinatge artístic en l'escenari Centre de Patinatge Fantasia, que com està explicat hi ha plataformes i blocs. i altres elements característics dels videojocs Super Mario de 2D.

El videojoc té 5 modes en total, la partida individual, Medley Mania, Vs. Mundial, Enfrontament Llegendari i Juga i Respon. Com es pot veure, s'hi estrena en la saga la funció online, mai vista en aquesta sèrie.
- Partida individual permet jugar als setze esdeveniments olímpics i als vuit esdeveniments de somni mostrats en unes seccions més amunt.[13]
- Medley Mania ("mania de fer popurris) permet fer una combinació de quatre certs esdeveniments. Entren per defecte el Medley Nivells Sonic, el Medley Nivells Mario, Medley Salt, Medley Equip, Medley gel, Medley punteria, Medley velocitat i Medley cursa, i el jugador pot crear la seva pròpia combinació o medleys.[13]
- Vs. Mundial permet al jugador competir amb personatges de tot el món en certs esdeveniments marcats en la secció d'"Esdeveniments olímpics", és a dir, cinc dels setze jugables en la partida individual. Com millor sigui la puntuació aconseguida en un esdeveniment, millor es representarà el país del jugador en un rànquing mundial i de més valor serà per a la medalla que aconseguirà el jugador de forma individual.[1] Tot i així, també es permet jugar contra amics i veure el rànquing del país que ha quedat en la posició, pel que es permet abans de tot triar el país del jugador.[13]
- Enfrontament llegendari (entre sagues). El jugador competeix amb la seva pròpia marca feta amb anterioritat, com el mode de contrarellotge en els videojocs Mario Kart. Tot i això, s'han de completar fases, derrotar a certs caps de final de pista i aconseguir un trofeu.[13]
- Juga i Respon (anomenat en anglès Tour Acció i Resposta)[6] és una mena de concurs del qual es guanyen punts responent a unes preguntes que primer practica el jugador.[13]

## Argument
Pel que mostren els tràilers de llançament de cada país, els personatges de la saga Sonic i de la saga Mario estan reunits a Sotxi (Rússia) per a participar en els Jocs Olímpics d'Hivern de 2014.

## Actualitzacions
Versió 1.2.0 JP (llançada el 28 de gener de 2014)
Segons Nintendo, aquesta actualització té com a objectiu solucionar el missatge d'error que rebien els usuaris quan intentaven sortir de la pantalla "Operacions de Wii Motion Plus" abans de l'inici del joc.
Versió 1.1.0 EU (llançada entre el 8 de novembre de 2013 i el 28 de gener de 2014)
Fixa un error al Canal 3 d'M&STV que mostrava un missatge d'error cada vegada que tractava de veure els seus expedients i descarregar altres temps.

## Desenvolupament
Mario & Sonic at the Sochi 2014 Olympic Winter Games és la quarta entrega de la sèrie Mario & Sonic, anunciada en el Nintendo Direct del 14 de maig de 2013, per a la Wii U. S'hi van ensenyar els primers detalls i algunes imatges, però no dates de llançament.
El 3 de juny IGN diu que el títol també serà disponible per a Nintendo 3DS, sense confirmació oficial.
En una imatge publicada poc després del final de l'Electronic Entertainment Expo del 2013, el 13 de juliol, s'hi va revelar el logotip i dates provisionals: el novembre de 2013 a Amèrica del Nord i a finals d'any a Europa, Australàsia i Japó.
El 17 de juliol de 2013 es va llançar un tràiler ensenyant alguns punts importants en la seva jugabilitat. El 9 de setembre va sortir la seva variant espanyola, el que va revelar que tenia la qualificació de PEGI 3.
El 10 d'agost de 2013 GameSpot va revelar la caràtula nord-americana del videojoc, on apareix en Mario i en Sonic en primer pla esquiant, acompanyats de més personatges d'ambdues sagues.
El 22 d'agost de 2013 el gerent de la sèrie Sonic a Europa, David Corless, diu a la pàgina web alemanya N1ntendo que Mario & Sonic at the Sochi 2014 Olympic Winter Games no tindrà versió de Nintendo 3DS, tot i que en anteriors entregues es van desenvolupar versions per a consoles de sobretaula i portàtils. Així, tots els anuncis són per a la versió única de Wii U.
El 28 d'agost de 2013 Australian Classification Board revela la qualificació australiana del videojoc, però en la captura de la pàgina web s'hi detalla que és un videojoc multiplataforma, cosa que oficialment no hauria de ser així.
En el comunicat de premsa del 28 d'agost de 2013 de Nintendo s'hi especifica que el videojoc sortirà el novembre d'aquest any a Europa. La data de 8 de novembre de 2013 per Amèrica del Nord es revela en un missatge emès per Nintendo al servei SpotPass de les consoles americanes. Dies després, el 26 de desembre de 2013, mitjançant un missatge de correu electrònic publicat per GoNintendo, Nintendo diu oficialment que la data de 8 de novembre era un error.
En el Nintendo Direct de l'1 d'octubre de 2013, s'hi van revelar més detalls sobre la jugabilitat (entre ells un nou tràiler) i van anunciar que un pack especial que conté un Wii Remote Plus blau té una data de llançament de 8 de novembre de 2013 a Europa, a Australàsia el 9 de novembre de 2013, a Amèrica del Nord el 15 de novembre de 2013 i el 5 de desembre de 2013 al Japó.
El 5 d'octubre Amazon.com va divulgar la caràtula del videojoc japonesa, i l'estrena de la botiga oficial de Nintendo del Regne Unit la caràtula anglesa. A mitjans d'octubre es va publicar el mini-site europeu de cada país que ha revelat que té la qualificació russa de 0+, 0 de l'USK i la caràtula respectiva de cada país, on només varia la traducció del logotip i la qualificació en aquests països. El 22 d'octubre passa el mateix a Austràlia; surt la caràtula australiana dins una notícia que revela diversos detalls mai vistos del videojoc, com acabar d'anunciar tots els Esdeveniments de Somni.
El 26 d'octubre de 2013 es van revelar noves imatges sobre el joc de la versió japonesa, sobre alguns esdeveniments i el mode online. El 29 d'octubre de 2013 surten al Facebook "Mario & Sonic Games" noves captures de joc dels Esdeveniments de Somni: Cursa bobsleigh muntanya russa, patinatge artístic, un Kamek Magikoopa i Legends Showdown (enfrontament de llegendes). El 30 d'octubre en surt una altra del mode Legends Showdown al Facebook "Mario & Sonic Games", que mostra Vector the Crocodile, Shadow the Hedgehog, Luigi i Daisy contra les seves ombres. El 31 en surt una altra de l'esport Ski Cross, amb el Mii.
A finals d'octubre surt la pàgina web oficial definitiva del videojoc, que mostra certa contradicció respecte als esdeveniments revelats anteriorment, i està disponible en anglès americà, anglès britànic, rus, alemany, francès, espanyol, italià, holandès, portuguès, japonès (l'únic que no té pàgina oficial en japonès, sinó que porta a la pàgina de Nintendo) i anglès australià. En la versió americana s'avisa sobre el pack amb Wii Remote i reservar-lo a Amazon.com. Toys'R'Us, Target, Walmart.com i GameStop.
El 31 d'octubre de 2013, GameXplain diu en un missatge a Twitter que la versió descarregable del videojoc ocuparà 8585 MB, uns 8,5 GB, en la memòria de la consola. El 2 de novembre la mateixa pàgina web va revelar la introducció de la pantalla d'inici del joc, la introducció del mode Legends Showdown i un petit vídeo sobre l'Esdeveniment de Somni Snowboard Groove Pipe. El 3 de novembre llança un vídeo sobre una variant d'Espectacle de Patinatge Artístic basat en un escenari de Sonic Colors i un vídeo de jugabilitat de l'Hoquei sobre gel urbà a l'Illa Delfino de Super Mario Sunshine i de l'espectacle de Patinatge Artístic al Centre de Patinatge Fantasia basat en Super Mario 3D Land. En aquest últim es torna una aventura perquè Kamek segresta els Toads que animen als participants. El 2 de novembre surt un vídeo de jugabilitat del Campionat: Esports d'hivern. El 4 surt un vídeo sobre l'Esdeveniment de Somni de la cursa de trineus Bill Bala a l'escenari de Sweet Mountain de Sonic Colors. El 5 va sortir un vídeo sobre l'Esdeveniment de Somni Batalla de boles de neu al Coliseu de la Neu.
NintenDomination va publicar un vídeo de set minuts de jugabilitat del videojoc el 3 de novembre de 2013.
El 7 de novembre s'anuncia que el videojoc sortirà al Brasil com a títol de llançament per a la Wii U el 26 de novembre de 2013. També hi sortirà el pack que conté una còpia física del joc i un Wii Remote Plus blau, que també surt a Amèrica del Nord.
El 8 de novembre va sortir el videojoc a Europa, i l'usuari de YouTube NintenDaan1 ha publicat una llista de reproducció amb tots els esdeveniments del videojoc. Ja ha sortit el tràiler de llançament europeu. S'han revelat imatges sobre la vestimenta dels Mii.
El 14 de novembre de 2013 surt el lloc web japonès del videojoc que revela la icona que sortirà en el joc al descarregar-lo o al comprar-lo físicament i el seu preu. Amb l'estrena del lloc web japonès del videojoc, han sortit vídeos de jugabilitat per a mostrar els modes, cosa que ha recopilat el lloc web Mario Party Legacy, el 13 de novembre (pràcticament ½ hora de vídeo).
El 26 de novembre de 2013 surt el tràiler japonès del videojoc, juntament amb el llançament brasiler del joc per separat i amb el Wii Remote Plus blau.

## Recepció

### Crítica
Mario & Sonic at the Sochi 2014 Olympic Winter Games ha rebut crítiques mitjanes, amb la majoria lloant els aspectes visuals, però criticant les similituds amb anteriors Mario & Sonic. GameRankings li posa un 75%. i un 58/100 de Metacritic.
Gaz Plant de Nintendo Life li donen un 6 de 10, resumeix que Mario i Sonic at the Sochi 2014 Olympic Winter Games comporta una menor progressió en el joc, i no el gran salt que podria estar esperant. Tenint moltes medalles en la partida de Mario & Sonic at the Olympic Winter Games, i fent cas omís de l'experiència del partit de tir ràpid de Mario & Sonic at the London 2012 Olympic Games, en aquesta darrera edició es colpegen alguns dels botons de la dreta, però són els mateixos botons que es van veure afectades en Mario & Sonic at the Olympic Games. La inclusió de la línia és certament benvinguda, però massa limitada perquè la idea inventiva de la televisió amb el GamePad no s'entén prou. Però això, va dir, amb un grup d'amics, encara hi ha un munt de diversió que es tindrà aquí, i que és només difícil lliurar d'aquesta sensació que vostè ha fet abans ".
Liam Martin de Digital Spy li fica un 3 de 5, criticant els aspectes gràfics del joc, el joc multijugador i la diversió familiar que comporta, però va comentar sobre la falta d'"espurna" i la progressió de l'entrega respecte a anteriors títols de la saga, afirmant que "quan l'acció es vegi i els jocs estiguin en plena marxa, Mario & Sonic at the Sochi 2014 Olympic Winter Games és una compilació de minijocs vistós i divertits per a tota la família. Malgrat algunes trobades multijugador agradables, Mario & Sonic at the Sochi 2014 Olympic Winter Games té el defecte de sempre voler ser el rei."
David Jenkins de Metro.co.uk s'ha mostrat molt negatiu amb el joc, donant-li un 3 de 10. Jenkins ha elogiat els gràfics del joc, però critica la falta de profunditat, els controls inconsistents i el contingut reciclat, arribant a la conclusió que "[aquest és] el pitjor joc de la sèrie Mario & Sonic que ha vist, una pèrdua d'un cross-over, i realment que aquesta combinació de minijocs fa que en el Wii U GamePad i en la televisió es vegi malament".
IGN li ha donat un 4,5 de 10, és a dir, una qualificació general de Dolent. Els encanten els desbloquejables del joc, és a dir, els vestits dels Mii, però detesten que hi hagi tan pocs minijocs en el mode online. GameXplain li ha donat al mode d'un jugador 3 estrelles de 5 i al mode multijugador 3,5 estrelles de 5. Destructoid li ha donat un 6 de 10.
La Official Nintendo Magazine, la revista oficial de Nintendo al Regne Unit, ha donat a Mario & Sonic at the Sochi 2014 Olympic Winter Games un 49%.

### Vendes
Mario & Sonic at the Sochi 2014 Olympic Winter Games és el 19è videojoc més venut a la Nintendo eShop de Wii U a data de 18 de novembre de 2013. Entre el 2 i el 8 de desembre, va ser el 38è videojoc més venut al Japó.

### Màrqueting
El 25 d'octubre de 2013 s'anuncià que, per a Super Mario 3D World, Mario Party: Island Tour i Mario & Sonic at the Sochi 2014 Olympic Winter Games, els usuaris americans del Club Nintendo que registrin un dels jocs abans del 15 de novembre podran rebre 10 monedes per aconseguir productes.
El 28 d'octubre de 2013 va sortir un vídeo publicitari de Mario & Sonic at the Sochi 2014 Olympic Winter Games, que mostra una família jugant al joc i un jurat format per Mario i Sonic. El 17 de novembre de 2013, la snowboardista Jamie Anderson, amb medalles d'or en alguns Winter X Games i Millor Dona Atlètica en Esports d'Acció ESPY 2012, apareix en un vídeo comercial acompanyada per disfresses de Mario i Sonic en una sessió de joc olímpic protagonitzat per les mascotes. Anderson practica snowboard slopestyle, esdeveniment present en el joc.
Del 25 de novembre al 29 de desembre de 2013, va ser possible anar a diversos establiments del Canadà a jugar al joc Mario & Sonic at the Sochi 2014 Olympic Winter Games, entre molts d'altres.
En el clima dels Jocs Olímpics d'Hivern de 2014, que van començar el dia 7 a la ciutat de Sotxi, Rússia, Nintendo d'Europa va estar oferint un descompte temporal per al joc Mario & Sonic at the Sochi 2014 Olympic Winter Games. Del 7 al 9 de febrer, es va poder comprar la versió digital del joc amb un 30% de descompte.